# ETC割引制度
ETCの設備を有する有料道路を管理する道路事業者（NEXCO3社、都市高速道路各社、地方道路公社等）の多くでは、ETCシステムを利用して料金所を無線通信によって通行する自動車を対象として、各種条件に基づく通行料金の割引制度を導入している。本記事では、高速道路会社6社の時間帯割引を中心に、これらのETC割引制度（イーティーシーわりびきせいど）について記述する。

## 概要
ETC割引の条件は複雑かつ多岐に渡っているが、おおむね次の5つの類型に分けられる。
- 利用日・時間帯を条件とするもの（時間帯割引）
- 特定の区間の利用に対するもの
- 一定期間内の利用頻度や利用額によるもの（頻度型割引）
- 特定の車両に対するもの
- 一定のエリアが定額で乗り放題となるもの

同じ名称の割引でも、事業者が違うと対象日・時間帯などの条件や割引率および端数処理の方法が異なることがある。重複適用の可否は、割引の組み合わせによって異なるが、基本的に同種の割引については重複適用されない。

### ETC車
本記事では、ETCカード、ETCシステムを利用して料金所を無線通信によって通行する自動車をETC車と記す。ただし、無線通信による通行でない場合でも、有料道路事業者側の事情により、無線通信によって通行したものとみなされることがある。
ETC車以外の車は、支払い手段にかかわらず（クレジットカード精算やETCカードの手渡し精算等を含めて）、現金車と記す。
2016年（平成28年）4月からは、圏央道と新湘南バイパスにおいて、割引対象をETC2.0搭載車に限定した割引が導入されている。2021年（令和3年）5月以降は同様の割引が東海環状自動車道でも導入されている。また、2017年1月からは、NEXCOの大口・多頻度割引の割引率拡充がETC2.0のみとなり、同一の割引において従来型ETCとETC2.0とで割引率に差が付くことも生じている。

## 時間帯割引

### NEXCO3社の時間帯割引
本節ではNEXCO3社（東日本高速道路、中日本高速道路、西日本高速道路）で実施している時間帯割引について記す。

#### 要件
時間帯割引の要件として、ETC車であることの他に以下のものがある。
- 入口料金所を無線通信によって通行していれば、出口料金所で一般レーンに進入して精算した場合でも適用される。ETCレーンが点検等で閉鎖されていた、あるいはETCレーンが設置されていなかった等の理由により、利用者が入口料金所を無線通信で通行したくても不可能である場合は、一般レーンで通行券を受け取って流入し出口料金所の一般レーンで申告すれば、ETC車とみなされて割引が適用される。車載器を搭載していない場合は、そもそも無線通信の意図がないので適用されないが、虚偽申告により適用を受け、後に詐欺罪容疑で逮捕された例もある[1]。
- 時間帯割引の時間要件は、原則として入口料金所と出口料金所の通過時刻で以って判断する。料金所がないところの通過時刻は考慮しない。インターチェンジに料金所がなく本線上に料金所がある場合は、本線料金所を入口料金所または出口料金所として時刻を判定する。均一制区間など1ヶ所の料金所のみで均一の料金を精算する区間は、その料金所1ヶ所の時刻のみで判断する。
  - ただし、次の道路では、フリーフローアンテナでの時刻判定を行う。
    - 中央自動車道：高井戸IC - 八王子IC（2016年4月1日から）
    - 新湘南バイパス（2016年4月1日から）
    - 東京外環自動車道（2017年1月11日から）[2]
    - 名古屋第二環状自動車道（2021年3月18日から）[3]

  - 対距離料金区間と均一料金区間を連続して通行する場合、それぞれの区間に分けて別個に判断する[注釈 1]。
  - 第二京阪道路の入口証明券を発券する料金所（交野北IC入口および枚方東IC入口）の通過時刻は考慮しない[4]。
- 2016年（平成28年）5月現在は、割引対象時間帯に高速道路を通行していればよい割引のみとなっている。対距離料金区間において具体的には、次の(A)、(B)および(C)に該当する利用である。
  - (A) 対象時間帯に入口料金所を通過する（出口料金所の通過時刻はいつでもよい）
  - (B) 対象時間帯に出口料金所を通過する（入口料金所の通過時刻はいつでもよい）
  - (C) 対象時間帯より前に入口料金所を通過して、対象時間帯より後に出口料金所を通過する（対象時間帯をまたぐ利用）
- 2014年（平成26年）3月以前は、割引対象時間帯に料金所を通過することが要件の割引があった。この要件では、上記(A)および(B)は割引対象になるが、(C)は割引対象外になる。
- 複数の時間帯割引の重複適用は行わない。1回の利用で複数の時間帯割引の要件を満たす場合、割引後料金が最も安くなるもの1つのみが適用される。
- 時間帯割引と障害者割引の重複適用は行わない（割引後料金が安くなるほうを適用する）。
- 「休日」とは、土曜日、日曜日および国民の祝日に関する法律第3条に定める休日（国民の祝日・振替休日・国民の休日）をいう。「平日」とは、休日以外の日をいう。
- 割引後料金は、高速自動車国道・一般有料道路各道路ごとに、四捨五入により10円単位とする。
  - 2014年3月31日まで、高速自動車国道および多くの一般有料道路では、24捨25入による50円単位であった。

#### 略史
ETCが全国展開されたのは2001年11月であったが、時間帯割引が本格的に導入されたのは道路公団民営化を目前にした2004年度のことであった。民営化にあたってのコスト縮減により、深夜割引、通勤割引および早朝夜間割引の3つの割引が実施された。
2008年度からは、国の経済対策として、高速道路利便増進事業（以下、単に利便増進事業という）を活用した割引が追加された（安心実現のための緊急総合対策、生活対策）。また、既存の割引についても、割引率が拡充されたり条件が緩和されたりした。
しかし、全体として複雑で分かりにくい内容となり、持続可能性にも欠けることから、利便増進事業の財源が切れる2013年度末を機に、既存の会社負担の割引も含めて再編された。2014年4月1日から、全国路線網においては深夜割引と休日割引の2つとなっている。
| 割引名   | 対象日             | 対象時間帯 | 対象車種 （料金車種区分） | 割引率      | 割引率          | 距離制限 | 回数制限 |
| 割引名   | 対象日             | 対象時間帯 | 対象車種 （料金車種区分） | 地方部 区間 | 大都市 近郊区間 | 距離制限 | 回数制限 |
| -------- | ------------------ | ---------- | ------------------------- | ----------- | --------------- | -------- | -------- |
| 深夜割引 | 毎日               | 0時-4時    | 全て                      | 30%         | 30%             | なし     | なし     |
| 休日割引 | 休日 1月2日 1月3日 | 終日       | 軽自動車等 普通車         | 30%         | 割引対象外      | なし     | なし     |

#### 大都市近郊区間
現行の割引では休日割引・平日朝夕割引（#頻度型割引の節を参照）に、過去の割引では通勤割引・早朝夜間割引・休日特別割引・平日昼間割引に関係する大都市近郊区間を以下に示す。本節では高速自動車国道（高速国道）の対距離制区間の一部に適用される大都市近郊区間ではなく、東京・大阪近郊における休日割引などの対象外区間としてNEXCO各社が案内している区間を示す。そのため、高速自動車国道の大都市近郊区間以外に、区間料金制区間および一般有料道路の一部も含まれている。
東京近郊（2021年8月現在）
- 高速自動車国道
  - 東北自動車道：川口JCT - 加須IC
  - 常磐自動車道：三郷IC - 谷田部IC
  - 東関東自動車道：湾岸市川IC - 成田IC
  - 新空港自動車道：成田IC - 新空港IC
  - 関越自動車道：練馬IC - 東松山IC
  - 東名高速道路：東京IC - 厚木IC
  - 新東名高速道路：海老名南JCT - 厚木南IC
  - 首都圏中央連絡自動車道：海老名南JCT - 海老名IC
  - 中央自動車道：高井戸IC - 八王子IC
  - 東京外環自動車道：大泉IC - 高谷JCT（区間料金制区間）
- 一般有料道路
  - 首都圏中央連絡自動車道：茅ヶ崎JCT - 海老名南JCT、海老名IC - 久喜白岡JCT
  - 新湘南バイパス：藤沢IC - 茅ヶ崎JCT
  - 横浜横須賀道路

大阪近郊（2021年8月現在）
- 高速自動車国道
  - 名神高速道路：大津IC - 西宮IC
  - 新名神高速道路：城陽IC - 八幡京田辺JCT、高槻JCT - 川西IC
  - 京滋バイパス：久御山淀IC - 大山崎JCT
  - 中国自動車道：中国吹田IC - 西宮北IC
  - 西名阪自動車道：天理IC - 松原JCT（区間料金制区間）
  - 近畿自動車道：吹田IC - 松原IC（区間料金制区間）
  - 阪和自動車道：松原IC - 岸和田和泉IC（区間料金制区間）
- 一般有料道路
  - 京滋バイパス：瀬田東IC - 久御山淀IC
  - 第二京阪道路：鴨川東IC - 門真JCT
  - 南阪奈道路：美原JCT - 新庄IC
  - 堺泉北道路：綾園IC - 堺JCT

#### 深夜割引
主な目的
高速道路に並行する一般道路の沿道環境改善。
割引内容
0時-4時の時間帯にNEXCO3社の対象道路を走行する場合、30%引き。
- ただし、南阪奈道路は平日に限り50%引き。

割引対象道路（2016年5月現在）
下記を除くNEXCO3社の高速国道および一般有料道路。
- 横浜新道、京葉道路、第三京浜道路、横浜横須賀道路、第二神明道路、関門トンネル

公団時代の2004年11月1日に開始。当初、割引対象道路は高速国道のみで、民営化時点での一般有料道路の対象道路は京滋バイパスと東海環状自動車道のみであったが、やがて一般有料道路でも割引対象になる道路が増えていった。
割引率は、2008年2月15日から1年間の予定で原油価格高騰対策として40％に拡充（社会実験扱いで実施の一般有料道路は対象外）、さらに同年10月14日から『安心実現のための緊急総合対策』により利便増進事業を活用して50%に拡充された（一部の一般有料道路では遅れて実施）。
国土交通省の社会資本整備審議会道路分科会内に置かれた国土幹線道路部会において、30%引きについては一般道路から高速道路への交通転換が見られたものの、40%・50%への拡充では明確な効果がなかったと評価が取りまとめられた。これを受けて、利便増進事業の財源が切れる2014年3月31日をもって割引率の拡充は終了し、本則の30%で継続となった。
- 沖縄自動車道の割引率は、2011年6月20日から30%に戻っている。
- 安房峠道路の休日の割引率は、2011年6月20日から2011年12月31日までは一旦30%になり、2012年1月1日から2014年3月31日まで再び50%になった。
- 南阪奈道路の平日と八木山バイパスは、2014年4月1日以降も50%引きが継続される（八木山バイパスは、同年10月1日に無料開放）。
- 横浜横須賀道路は、2016年3月31日まで割引対象であった[13]。

#### 休日割引
主な目的
観光需要を喚起し、地域活性化を図る。
割引内容
休日に、NEXCO3社の対象道路（沖縄を除く地方部区間）を走行する、料金車種区分が「軽自動車等」または「普通車」に該当する自動車について、30%引き。
割引対象道路（2021年5月現在）
下記を除くNEXCO3社の高速国道および一般有料道路。
- 首都圏・京阪神圏の大都市近郊区間（ただし、新湘南バイパスは茅ヶ崎海岸IC - 茅ヶ崎JCT間と圏央道を連続走行する場合に限り割引対象になる）、沖縄自動車道、横浜新道、京葉道路、第三京浜道路、名古屋第二環状自動車道、第二神明道路、南阪奈道路、関門トンネル

横浜横須賀道路は2016年3月末まで割引対象、名古屋第二環状自動車道は2021年4月30日まで割引対象であった。
休日特別割引の後継となる割引で、2014年4月1日に開始（最初の対象日は同月5日）。平成25年度補正予算を使った激変緩和措置として、2014年6月末までは割引率50%とされた。また、同年4月28日も特例として割引対象日になった。なお、平日の割引対象日はこの日が最初で最後となった（1月2日と1月3日は、本割引においては休日とみなす）。
2018年のお盆期間中は、交通量が集中されると予想されるため、新たな試みとして、8月11日（土）および12日（日）の休日割引をそれぞれ、8月9日（木）および10日（金）に前倒し・変更され、交通量の分散を試みる。今回の試験的運用により、今後年始年末や大型連休中など大きな渋滞が発生すると予想される期間において、特別運用を実施する方針であることも明らかになった。
また、新型コロナ拡大による緊急事態宣言及びまん延防止等重点措置が発令された2021年の4月から10月まで休日割引を停止していたが、11月から復活した。但し、2021年～2022年の年末年始にかけて交通量が増大し渋滞が増えることが予想される為休日割引を中止し、更に2022年度からはゴールデンウィーク・お盆・年末年始の繁忙期には休日割引を適用しないことが決定した
。

### NEXCO3社の過去の時間帯割引
本節の割引は、全国路線網においては2014年3月31日までにすべて終了した。南阪奈道路のみ、2015年5月現在も、通勤割引、平日夜間割引（22-24時）および休日昼間割引を実施中である。

#### 通勤割引
2005年1月11日から2014年3月31日まで実施していた。距離制限と回数制限があった。
主な目的
高速道路に並行する一般道路における通勤時間帯の混雑の解消。
割引内容
100km以内の利用で、6時-9時または17時-20時の間に入口料金所または出口料金所（均一料金区間では料金を精算する料金所。以下同じ。）を通過する場合、地方部区間の料金を50%引き。ただし、午前・午後それぞれの時間帯につき最初の1回目の利用に限り適用。
- 2009年7月8日から距離制限の緩和を実施し、100kmを超える利用であっても地方部区間の料金の最大100km分を50%引きとするようになった。

割引対象道路
民営化時点では、高速国道と東海環状自動車道のみであったが、やがて一般有料道路でも対象になる道路が増え、終了直前では下記を除くNEXCO3社の高速国道および一般有料道路となっていた。
- 大都市近郊区間、横浜新道、京葉道路、第三京浜道路、第二神明道路、関門トンネル

国土幹線道路部会での取りまとめによると、約半数の区間で一般道路の渋滞が解消する効果があった。しかし、通勤時間帯の全車種に適用されていることが問題視され、手法の見直しが必要とされた。NEXCOからは反復利用者に特化したい意向が示され、2014年4月からETCマイレージサービスのシステムを使う平日朝夕割引に替わることになった。

##### 距離制限
当初は、1回の利用が100kmまでの場合に限り適用され、100kmを超えた利用については一切適用なしという内容であった。これには、仙台南部道路、仙台松島道路、播但連絡道路（山陽姫路東ICを経由して山陽道と連続走行する場合に限る）など、NEXCOと一体的に料金を徴収する他事業者の道路の距離も含んでいた。なお、本四高速の神戸淡路鳴門自動車道と瀬戸中央自動車道については、本四を挟んでNEXCOを連続利用する場合およびNEXCOから本四へ直通して本四のICで流出する場合は本四の距離を含め、本四のICから流入してNEXCOへ直通する場合は本四の距離を含めないとしていたため、往路と復路で割引の適否が異なるということもあった。
2005年9月28日、最短距離が100km以内であるにもかかわらず高速国道と一般有料道路の料金の違いから料金算定経路が100kmを超えてしまう場合についても割引対象になるようになった（例 : 中央道園原IC-伊勢湾岸道豊田東IC）。
2009年7月8日、利便増進事業による割引として距離制限が緩和され、100kmを超える利用であっても割引対象区間の100km分を50%引きとするように改められた。

##### 回数制限とその特例
1つの対象時間帯で複数回の利用がある場合（本割引より安価となる他の時間帯割引が適用される利用は除く）、最初の1回に限り適用された。この回数には、NEXCO3社の通勤割引のほか、山口県道路公社（山口宇部有料道路、2012年3月28日無料開放）の通勤割引の適用回数も含めていた。本州四国連絡高速道路（本四高速）の平日通勤割引など、その他の事業者で実施している「通勤」の名称が付く割引の適用回数は含めない。
なお、「最初の1回」とは「車載器1台あたり最初の1回」の意味であるが、同一の車載器でも複数枚のETCカードを用いると、前記の制限を超えた回数の走行（2回目以降）にも通勤割引が適用されることがあった。
対距離料金区間と均一料金区間を連続走行する場合および次のインターチェンジを経由して連続走行する場合は、適用回数を合わせて1回とみなす（複数の場合に該当するときも、それらすべて合わせて1回とする）。ただし、各支払い単位ごとに時間条件を満たしている必要がある。
- 山形自動車道月山IC ←→ 湯殿山IC
- 松山自動車道大洲IC ←→ 大洲北只IC
- 米子自動車道米子IC ←→ 安来道路米子西IC
- 安来道路東出雲IC ←→ 山陰自動車道松江玉造IC

通勤割引の対象になる一般有料道路が増えたことに伴い、上記以外でも対象になったところがある。

#### 早朝夜間割引
2005年1月11日から2014年3月31日まで実施していた。距離制限があった。
主な目的
交通容量に余力がある時間帯への転換を促し、一般街路の混雑緩和を図る。
割引内容
大都市近郊区間を含む100km以内の区間を走行し、かつ、22時-6時の間に入口料金所または出口料金所を通過する場合、50%引きになる。
- 100kmを超える利用については、本割引は一切適用されない。通勤割引のように距離制限緩和は行われなかった。
- 対距離料金区間では、大都市近郊区間を1区間でも含んでいれば、大都市近郊区間外についても割引が適用された。また、対象時間帯に通過するのは、大都市近郊区間内の料金所である必要はなかった。
  - 中央自動車道と阪和自動車道については、大都市近郊区間である均一制区間との連続利用を条件に、大都市近郊区間を含まない対距離制区間にも割引が適用された（中央道は2006年4月1日0時から、阪和道は2007年3月1日0時から）。この場合、均一制区間の距離を中央道8.8km、阪和道10.1kmとしたうえで、対距離制区間と合わせて100km以内である必要があった（中央道は甲府昭和IC・河口湖IC、阪和道は印南ICまで）[18][19]。

#### 安心実現のための緊急総合対策
『安心実現のための緊急総合対策』（2008年8月29日、「安心実現のための緊急総合対策」に関する政府・与党会議、経済対策閣僚会議合同会議）における高速道路料金の効果的な引下げに基づき、利便増進事業を活用して2008年10月から実施される割引。一部の割引は、速やかに実施可能なものであるとして、本格実施までの間、社会実験として前倒して実施。
当初は2009年9月末までの予定であったが、「高速道路の有効活用・機能強化を図るため約10年間の取組み」に本施策の効果的な運用が盛り込まれ、2018年3月末まで実施予定とされた。国の債務承継額は2兆5000億円。政権交代後の計画変更で、財源の前倒し使用により、2011年3月で終了予定だった割引が延長されることになったため、2014年3月末までに短縮された。

##### 深夜割引の割引率拡充
割引率を50%に引き上げ。2008年10月14日から実施していた（一部の一般有料道路では遅れて実施）。
当初の案では、平日のみ50%とし、休日は本来の割引率である30%に戻るとしていたが、パブリックコメントの結果を受けて、2009年1月31日までの期間限定で、休日も50%引きとなった。その後、休日の50%は2011年3月末まで延長され、最終的には平日も休日も2014年3月末まで実施された（南阪奈道路の平日については、2014年4月以降も継続）。

##### 平日夜間割引
2008年9月16日から2014年3月31日まで実施していた（2008年10月13日までは社会実験として実施していた）。 ただし、南阪奈道路では2014年4月以降も継続している。
平日22時-24時の間に料金所を通過する場合、30%引き。対象道路は深夜割引と同じ。『生活対策』により、2009年3月30日からは時間帯が平日4時-6時および20時-24時に拡大された。
0時前になると、出口料金所手前で深夜割引適用待ちの車両が滞留することが問題となっていたことから、その解消を図るべく、東名・名神・東名阪道において深夜割引の時間帯拡大の社会実験が2007年から行われていた。これを、物流支援も兼ねて全国展開したものと言える。

##### 東名東京IC等における割引
2008年10月13日から2014年3月31日まで実施。
全日23時-24時の間に東名上り東京料金所（東京TB）を通過する場合、50%引き。事実上は、東京IC限定で深夜割引の時間帯拡大を行うものである。
2009年4月1日以降、東名阪道亀山IC流出についても適用。

##### 休日昼間割引
2008年9月20日から前倒し社会実験として実施。距離制限と回数制限があった。『生活対策』による休日特別割引の実施に伴い、事実上休止状態になった。
100km以内の利用で、休日9時-17時の間に入口料金所または出口料金所を通過する、料金車種区分が「軽自動車等」または「普通車」に該当する自動車について、50%引き。ただし、大都市近郊区間と一部の一般有料道路は割引対象外。距離制限の考え方は、2009年7月7日までの通勤割引と同様。
通勤割引の条件も満たす場合、午前（6時-9時に入口料金所を通過）は通勤割引を、午後（17時-20時に出口料金所を通過）は本割引を優先して適用。
同一の車両に対して1日2回まで適用。通勤割引と回数の合算は行わない。
2014年4月以降は、南阪奈道路のみで実施。回数制限はなし。

#### 生活対策
『生活対策』（2008年10月30日、新たな経済対策に関する政府・与党会議、経済対策閣僚会議合同会議）に盛り込まれた高速道路料金の大幅引下げに基づき、利便増進事業を利用して実施している各種割引。国の債務承継額は5000億円。財源は財政投融資特別会計の金利変動準備金に求めており、「平成二十年度における財政運営のための財政投融資特別会計からの繰入れの特例に関する法律」により一般会計へ繰り入れられた。
その骨子は、地域活性化を図るための休日長距離利用の大幅割引の導入と、物流効率化のための平日地方部全時間帯への割引導入である。2009年1月16日から25日まで日本高速道路保有・債務返済機構（高速道路機構）と高速道路会社6社によるパブリックコメントが行われ、3月13日に割引の開始日等が正式発表された。
『生活対策』による割引は2011年3月31日までの約2年間の限定措置であったが、政権交代後の計画変更で2014年3月まで継続されることになった。しかし、計画変更手続きの最中に東日本大震災が発生し、その復旧に財源が転用されることになったため、さらに計画を変更して、同年6月に一部の割引内容を取りやめることになった。

##### 休日特別割引
東京湾アクアラインのみ2009年3月20日から先行実施、他の道路では3月28日から実施していた。2014年3月末限りで終了（ただし、八木山バイパスのみ2014年9月まで実施）。
いわゆる「1000円高速」とは、本割引および休日終日割引（本四高速、後述）の一部として実施していたものである。この部分は2011年6月19日限りで終了した。
主な目的
長距離利用の新規需要を喚起し、観光などによる地域活性化を図ることを目的とする。
割引対象の自動車
休日および一部の平日（後述）にNEXCO3社の対象道路を走行する、料金車種区分が「軽自動車等」または普通車に該当する自動車にのみ適用される。
地方部の割引内容
2011年6月19日までは、終日50%引きとし、その額が1,000円を超える場合は1,000円とする（5割引・上限1,000円）。
2011年6月25日からは、終日50%引きのみで、上限なし。
大都市近郊区間の割引内容
大都市近郊区間の詳細については大都市近郊区間を参照
大都市近郊区間は上限1,000円の対象外。6時-22時の時間帯のみにおける利用の場合は30%引き、0時-6時または22時-24時の時間帯に利用の場合は50%引き。ただし、横浜横須賀道路と新湘南バイパスは、終日5割引。
- 3割引か5割引かは、入口料金所および出口料金所の時刻で判断する。大都市近郊区間を実際に走行していた時間帯ではない。

割引対象道路
2012年1月1日時点で割引対象外の一般有料道路は、横浜新道、京葉道路、第三京浜道路、第二神明道路および関門トンネル。ただし、京葉道路の幕張IC以東の区間は、無割引ではあるが上限1,000円の対象になっていた。
- 安房峠道路は、2010年4月に本割引が開始されたが、2011年3月（無料化社会実験のため事実上は2010年6月27日）で一旦終了となり、2012年1月1日から再開された。2011年6月20日から2011年12月31日までは休日昼間割引（9-17時）が適用された。
- 高速国道では、沖縄自動車道は2011年6月20日から割引対象外になる。

| 利用区間              | 距離      | 通常料金 | 割引後料金        | 割引後料金        | 備考                                                        |
| 利用区間              | 距離      | 通常料金 | 2011年6月19日まで | 2011年6月25日から | 備考                                                        |
| --------------------- | --------- | -------- | ----------------- | ----------------- | ----------------------------------------------------------- |
| 仙台宮城IC-山形蔵王IC | 53.5 km   | 1,600円  | 800円             | 800円             | 地方部のみ                                                  |
| 青森IC-大津IC         | 1145.3 km | 21,750円 | 1,000円           | 10,900円          | 北陸道・磐越道経由 地方部のみ                               |
| 東京IC-厚木IC         | 35.0 km   | 1,250円  | 900円             | 900円             | 大都市近郊区間のみ                                          |
| 東京IC-名古屋IC       | 325.5 km  | 7,100円  | 1,750円           | 3,700円           | 大都市近郊区間＋地方部 下段の距離・料金は新東名開通後のもの |
| 東京IC-名古屋IC       | 315.4 km  | 6,900円  | -                 | 3,650円           | 大都市近郊区間＋地方部 下段の距離・料金は新東名開通後のもの |
| 金沢東IC-岡山IC       | 457.6 km  | 9,600円  | 2,500円           | 5,150円           | 大都市近郊区間＋地方部                                      |

###### 乗継の特例
マスメディアでは「1,000円乗り放題」と報道する場合があったが、1支払い単位ごとに地方部区間の料金の上限額を1,000円とするものであり、1,000円で何回でも乗り降りできる「乗り放題」ではない。
ただし、支払い単位ごとに休日特別割引の条件を満たしたうえで、指定料金所間を指定時間以内に乗り継いだ場合に限り、複数の支払い単位に含まれる地方部区間を合算して上限1,000円とする特例が設定された。この取り扱いは、システムの変更が追いつかず、約1ヶ月遅れて2009年4月29日から実施（瀬戸内しまなみ海道を挟む場合については、中国・九州地方-四国地方間の利用に限り3月28日から実施）。上限料金のとりやめにより、2011年6月19日限りで廃止された。
高速道路としては連続しているが事業者・料金制の違いにより複数の支払い単位となるところ（首都高速道路またぎ、均一料金区間と対距離料金区間の連続利用など）、道東道・山形道などのミッシングリンクに設定された。
料金所路側表示器や ETC利用照会サービス では特例適用後の料金が表示されず、請求時に特例適用後の料金となる。

###### 平日の割引対象日と割引対象から除外された休日
- 2009年 - 11月2日（月）
- 2010年 - 2月12日（金）、4月30日（金）、9月24日（金）、11月22日（月）、12月24日（金）
- 2011年 - 1月3日（月）

以上の日は、開始当初より対象日に指定されていた。
2009年のゴールデンウィーク期間中の大渋滞発生を受けて、お盆・年末年始期間の平日を対象日に含めることの検討が開始され、以下の平日が割引対象日に追加指定された。
- 2009年 - 8月6日（木）・7日（金）・13日（木）・14日（金）
- 2010年 - 1月4日（月）・5日（火）

2011年4月以降については、本割引において1月2日および1月3日は休日扱いになる。また、前日も翌日も休日となる平日は自動的に対象日となる。
逆に、年末年始の交通の分散（物流への影響の緩和）を図るため、以下の土曜日・日曜日を休日特別割引の対象日から外し、平日の割引を実施することも決定した。
- 2009年 - 12月26日（土）・27日（日）

###### 効果・影響
- 一定の経済効果があったが、渋滞発生回数が全国的に大きく増加した。普通車以下の中長距離利用が増加し、平均利用距離も延びた。上限1,000円廃止後も、観光地周辺のIC発着では長距離利用が多く、大都市から地方部への利用において特段の減少はみられなかった[30][31]。
- 過去に例のない大幅割引であることから、鉄道・フェリー・バスなどの公共交通機関からマイカーへの転換を促し、燃料費高騰や景気減退による旅客減で、経営悪化している交通事業者をさらに苦しめた。人員合理化・減便・路線廃止、会社清算や倒産に及ぶ事業者も出た[32][33]。
- これら公共交通事業者からは、税金を道路の料金引き下げだけに用いることは不公平であると訴える声がある。また、高速道路機構の債務を税金で肩代わりするのは、道路公団民営化の方針に逆行するとの批判もある[34]。
- 二酸化炭素の排出量が、新規需要による分とも合わせ、年間200万トン増加したとの試算がなされている[35]。

##### 平日昼間割引
平日昼間の小口の短距離輸送を支援することにより、物流コストの低減を図ることを目的とする。
平日の6時から20時までの間に入口料金所または出口料金所を通過する場合、地方部100 km分が30 %引きになる（100 kmを超えた分に他の時間帯割引は適用されない）。上記の目的からして貨物自動車のみが対象となるべきだが、このような区別では割り引けないため、全車種が対象であった。
大都市近郊区間、一部の一般有料道路は割引対象外。沖縄道は2011年6月20日から割引対象外。
6時 - 9時および17時 - 20時の時間帯においては、通勤割引の回数制限にかかる場合のみ適用される。
2009年7月7日までは、対象時間帯は9時 - 17時で、回数制限（車両1台につき1日2回まで）があった。距離制限も、それまでの通勤割引と同じく100 kmを超えた場合は全区間割引なしであった。

##### 平日夜間割引の時間帯拡大
2009年3月30日から、平日4-6時および20時-22時にも時間帯を拡大。

##### 休日夜間割引
深夜割引を拡大する社会実験割引が前身であり、利便増進事業による割引としては2009年4月4日から実施。東名、伊勢湾岸道、東名阪道、名神、京滋バイパス、第二京阪道路および中国道の指定された出口料金所を休日の22時-24時に通過する場合、30%引き。規定上は全車種が対象だが、普通車以下には休日特別割引が優先適用されるため、実際に適用されるのは中型車以上の車種のみであった。
指定料金所は次のとおり。
- 東名：東京TB上り、東名川崎-裾野間の各IC
- 圏央道：海老名IC
- 伊勢湾岸道・東名阪道：みえ川越-亀山間の各IC
- 名神：栗東-西宮間の各IC
- 京滋バイパス：すべてのIC
- 第二京阪道路：巨椋池TB上り、巨椋池IC、久御山南IC、八幡東IC、京田辺TB下り
- 中国道：中国吹田IC、吹田TB（近畿道への乗継）

### 本州四国連絡高速道路（本四高速）の時間帯割引
本四高速の時間帯割引は、すべて利便増進事業による期間限定割引（ただし、2011年度の深夜・通勤時間帯は、会社割引とされていた）であったため、2014年3月末限りで原則として終了し、2014年4月以降は休日割引が残るのみである。ただし、全国路線網への編入でETC車限定の料金水準引き下げが行われたため、ETC通常料金であっても、2014年3月以前の時間帯割引後料金から値下げとなっている区間もある。
- 本四道路の入口料金所または出口料金所を対象時間帯に通過することが条件である（出口料金所には、神戸西、鳴門、早島および坂出の各本線料金所を含む。また、西瀬戸道で西瀬戸尾道IC発着の場合は、向島本線料金所を入口料金所または出口料金所とする。以下、本四高速の記述においてすべて同じ。）。 NEXCOとは異なり、対象時間帯をまたぐ利用は割引対象にならない。
  - 山陽自動車道・高松自動車道から神戸淡路鳴門自動車道・瀬戸中央自動車道へ流入する場合は、NEXCOとの境に入口料金所がないため、出口料金所の通過時刻のみで判断する。この場合、対象時間帯は1時間後まで延長される。延長時間帯の本来の割引と競合する場合、割引後料金が安くなるほうを適用する。
  - 西瀬戸尾道IC-向島IC相互間の利用は、向島料金所の時刻のみで以って判断する。
- 2014年3月以前の割引については、割引後料金の端数処理は行わない（2012年4月14日からの休日終日割引は、割引後料金が三角表で直接定められていた）。
- 2014年4月からの休日割引は、消費税抜きの割引後料金が三角表で定められており、消費税を加算して（1.08を乗じて）10円単位に四捨五入する。
- 「休日」とは、土曜日、日曜日および国民の祝日に関する法律第3条に定める休日（国民の祝日・振替休日・国民の休日）をいう。「平日」とは、休日以外の日をいう。
- 障害者割引と時間帯割引の重複適用は行わない（後述のように、障害者割引とETC特別割引は重複適用した）。
- 淡路SAまたは与島PAで転回するときの検札料金所では、割引の時刻判定を行わない（転回前と転回後を合わせて1回の利用となる）。
- 淡路SAで転回する中型車以上の車は、淡路島内区間のみに時間帯割引が適用された。また、与島PAで転回する中型車以上の車には、時間帯割引が適用されなかった。

#### 休日割引
休日、1月2日、1月3日および2014年4月28日に、本四道路の入口料金所または出口料金所を通過する、料金車種区分が「軽自動車等」または「普通車」に該当する自動車に適用。2014年3月時点の休日終日割引適用後料金（ただし、消費税率8%に換算）を上回らないようにする。このため、区間によっては、実際には割引にならないこともある。
- 山陽自動車道・高松自動車道から神戸淡路鳴門自動車道・瀬戸中央自動車道へ流入する場合、入口料金所が無いため、出口料金所の時刻のみで判断し、割引対象時間が休日の翌日の午前1時までに拡大される。この場合、料金所において本割引適用後の料金が表示されないことがあるが、請求時に割引となる[39]。

#### 過去の割引
『緊急総合対策』において中型車以上限定で平日深夜割引（平日0-4時）・平日夜間割引（平日22-24時）が設定された後、『生活対策』により2009年3月23日から、平日は全車種全時間帯にNEXCO地方部区間と同等の割引が設定された。

##### 休日終日割引
2009年3月20日から2014年3月末まで実施されたが、2度の内容変更が行われている。休日および一部の平日に入口料金所または出口料金所を通過する、料金車種区分が「軽自動車等」または「普通車」に該当する自動車に適用。
2009年3月20日から2011年6月19日まで
50%引き・上限1,000円。いわば「1000円高速」の本四版であった。
2011年6月25日から2012年4月8日まで
50%引き・上限なし。
2012年4月14日から2014年3月30日まで
50%引き前の料金に新たな料率を適用し、通常料金（現金車の料金）からの割引率は最大約55%となる。
- 当初上限額は1,500円の予定であったが、沿線自治体などの要望により 1,000円となった[41][42]。
- 瀬戸内しまなみ海道開通10周年を記念して、NEXCOの休日特別割引対象日に加え、2009年4月27日から5月8日までの平日と2009年9月24日・25日も本割引の対象日となった[43]。

| 利用区間            | 距離    | 通常料金 | 割引後料金        | 割引後料金                         | 割引後料金        | 備考 |
| 利用区間            | 距離    | 通常料金 | 2011年6月19日まで | 2011年6月25日から 2012年4月8日まで | 2012年4月14日から | 備考 |
| ------------------- | ------- | -------- | ----------------- | ---------------------------------- | ----------------- | ---- |
| 神戸西IC-鳴門IC     | 89.0 km | 5,450円  | 1,000円           | 2,725円                            | 2,550円           |      |
| 垂水IC/JCT-淡路IC   | 11.3 km | 2,300円  | 1,000円           | 1,150円                            | 1,050円           |      |
| 早島IC-坂出IC       | 37.3 km | 4,100円  | 1,000円           | 2,050円                            | 1,900円           |      |
| 西瀬戸尾道IC-今治IC | 59.4 km | 4,700円  | 1,000円           | 2,350円                            | 2,200円           |      |

##### 平日深夜割引（2009年3月23日からの内容）
平日の0時から4時までの時間帯に入口料金所または出口料金所を通過する場合、50%引き。ただし、神戸淡路鳴門道では、淡路島内一般道への交通転換を防ぐため、本州-四国間の直通利用（神戸西IC・布施畑IC・垂水IC-鳴門北IC・鳴門ICの相互間）の場合の全区間と、直通利用でない場合の淡路島内区間（淡路IC-淡路島南IC）に限り50%引きを適用する。直通利用でない場合の淡路島内を除く分は30%引き。

##### 休日深夜割引（2009年3月20日からの内容）
中型車・大型車・特大車のみに適用。休日の0時から4時までの時間帯に入口料金所または出口料金所を通過する場合、30%引き。ただし、神戸淡路鳴門道において本州-四国間の直通利用でない場合、淡路島内区間のみに本割引を適用する。この場合、2012年4月8日までは、淡路島内を除く分にはETC特別割引（後述）を適用する。

##### 平日夜間割引（2009年3月23日からの内容）
平日の4時-6時または20-24時に入口料金所または出口料金所を通過する場合、30%引き。ただし、神戸淡路鳴門道の4時-6時および22時-24時については、平日深夜割引と同じ内容。

##### 平日通勤割引
平日の6時-9時または17-20時に入口料金所または出口料金所を通過する場合、50%引き。NEXCOとは異なり、回数制限・距離制限はなく、休日は割引対象日ではない。2009年3月23日から実施。

##### 平日昼間割引
平日の9時から17時までの時間帯に入口料金所または出口料金所を通過する場合、30%引き。2009年3月23日から実施。

### 都市高速道路の時間帯割引
首都高速道路と阪神高速道路（京都線を除く）では、対距離料金制移行に伴い、阪神高速の一部端末区間で実施のものを除き時間帯割引は廃止された。
なお、本節および次節において「祝日」とは、国民の祝日に関する法律第3条に定める休日（国民の祝日・振替休日・国民の休日）および各事業者が別に定める日をいう。

#### 阪神高速道路
2015年5月現在の内容である。入口通過時刻（料金所がない入口にもETCアンテナがある）で判断する。
池田線端末平日通勤時間帯割引
2009年4月1日に開始され、2012年1月1日からは池田線端末区間割引の一部として実施。月曜日-金曜日（祝日を除く）の6時-9時前または17時-20時前の時間帯に11号池田線の神田-池田木部間のみを利用する場合、現金車料金（普通車310円、大型車620円）からさらに普通車160円引き、大型車310円引き。当面2014年3月31日までの実施だったが、2017年3月31日まで延長。
西大阪線早朝夜間割引
2009年4月1日に開始され、2012年1月1日からは西大阪線端末区間割引の一部として実施。22時-6時前の時間帯に17号西大阪線の北津守-安治川間のみを利用する場合、現金車料金（普通車210円、大型車410円）からさらに普通車110円引き、大型車200円引き。当面2014年3月31日まで実施だったが、2017年3月31日まで延長。
京都線平日通勤時間帯割引
月曜日-金曜日（祝日を除く）の6時-9時前および17-20時前の時間帯において、普通車150円引き、大型車310円引き。ただし、山科-鴨川東間のみの利用は、普通車200円引き、大型車400円引き。
京都線土曜・休日割引
土曜日・日曜日・祝日の終日、普通車150円引き、大型車310円引き。ただし、山科-鴨川東間のみの利用は、普通車200円引き、大型車420円引き。

#### 広島高速道路
入口料金所または出口料金所（4号線では沼田料金所）を6時-9時または17時-20時に通過する場合、10%引き。割引額の10円未満は切り捨て。

#### 対距離料金制移行で廃止された割引（首都高速、阪神高速）
2011年12月31日限りで廃止された割引を記す。
首都高速では、料金圏ごとにその料金を精算する料金所の通過時刻で判断する。ただし、横浜横須賀道路から並木ICを通過して湾岸線を東京方面へ利用する場合の神奈川線料金については、並木トンネル出口から約200m先の本線上に設置したETCアンテナ下を通過したときの時刻で判断する。割引額の端数は10円単位に四捨五入する。
阪神高速では、料金圏ごとに入口の通過時刻で判断する。本線上で料金圏境をまたぐ場合、次の料金圏は本線料金所または出口料金所（特定料金区間）の通過時刻で判断する。割引額の端数は10円単位に四捨五入する。
平日夜割（首都高速）
月曜日-土曜日（祝日を除く）の22時-6時前の時間帯、20%引き。
- 6時-22時前の時間帯における割引（平日昼割：ピーク3%、オフピーク10%）は、2010年3月31日に終了した。

日祝割（首都高速）
日曜日・祝日の終日、20%引き。
- 『生活対策』により、2009年3月29日-2011年3月27日の間は、普通車に限り割引率が30%に引き上げられていた（割引額の端数は50円単位に24捨25入）。

平日時間帯割引（阪神高速阪神圏）
月曜日-金曜日（祝日を除く）の22時-6時前の時間帯、20%引き。
- 6時-22時前の時間帯における割引（ピーク3%、オフピーク10%）は、2010年3月31日に終了した。

土曜・休日割引（阪神高速阪神圏）
土曜日・日曜日・祝日の終日、20%引き。
- 『生活対策』により、2009年3月28日-2011年3月27日の間は、普通車に限り割引率が30%に引き上げられていた（割引額の端数は50円単位に24捨25入）。

#### 都市高速道路の距離別割引社会実験
2008年度の対距離料金制の導入を目指していた首都高速道路と阪神高速道路（京都線を除く）において実施。出口ETC（フリーフローアンテナ）を活用して利用区間を確認し、その距離に応じた割引を適用する。『緊急総合対策』で対距離料金制の導入が延期され、2009年度以降は実施していない。
一方、北九州高速道路では、出口ETCを活用して最初の出口で降りた場合に大幅割引する社会実験を2010年から実施している。
距離別割引社会実験（首都高速、終了）
祝日を除く月曜日-土曜日は、2007年11月1日から2008年1月31日まで実施。日曜・祝日は、東京線・神奈川線では2007年8月19日から、埼玉線では2006年12月3日から、いずれも2008年5月6日まで実施された。
曜日・走行距離ごとの割引率は次のとおり。時間帯の条件は料金所の通過時刻で判断する。原則として料金所ではその時間帯の最大料金が課金され、出口アンテナで差額が払い戻される。
| 料金圏   | 走行距離・割引率・普通車料金                           | 走行距離・割引率・普通車料金                                   | 走行距離・割引率・普通車料金                          |
| -------- | ------------------------------------------------------ | -------------------------------------------------------------- | ----------------------------------------------------- |
| 東京線   | 10km未満 平日 15% 700円→590円 夜間休日 30% 700円→490円 | 10km以上20km未満 平日 10% 700円→630円 夜間休日 20% 700円→560円 | 20km以上 平日 5% 700円→660円 夜間休日 10% 700円→630円 |
| 神奈川線 | 8km未満 平日 15% 600円→510円 夜間休日 30% 600円→420円  | 8km以上16km未満 平日 10% 600円→540円 夜間休日 20% 600円→480円  | 16km以上 平日 5% 600円→570円 夜間休日 10% 600円→540円 |
| 埼玉線   | 8km未満 平日 15% 400円→340円 夜間休日 25% 400円→300円  | 8km以上12km未満 平日 10% 400円→360円 夜間休日 20% 400円→320円  | 12km以上 平日 5% 400円→380円 夜間休日 15% 400円→340円 |
「平日」はオフピーク時間帯（11時-15時前、18時-22時前）のもの。「夜間休日」は平日の夜間（22時-6時前）および日曜・祝日の終日に適用。平日のピーク時間帯（6時-11時前、15時-18時前）は距離にかかわらず一律3%引きが適用された。
- 利用距離は、東京線・神奈川線・埼玉線それぞれの料金圏ごとに入口から出口までの最短経路で算出する。
- 本線料金所までに複数の入口がある路線における利用距離は、本線料金所の直近の入口（本線料金所直前の入口）を利用したものとして計算する（このため、同一区間・同一時間帯の利用でも、方向によって料金が異なる場合がある。）。
- 特定料金区間は実験対象外となり、平日オフピークは10%引き、夜間休日は20%引き。
- 東京高速道路および汐留入口を利用した場合は、オフピーク10%引き、夜間休日20%引き。
- 八重洲線八重洲外回り入口を利用した場合は、オフピーク10%引き、夜間休日20%引き（丸の内出口・西銀座乗継所での割引はなされない）。
- 八重洲外回り出口を利用した場合は、その時間帯の最大料金（ピーク680円、オフピーク660円、夜間休日630円）。
- 二輪車のETCカード手渡しによる暫定割引措置（2007年11月30日まで）では、オフピーク5%引き、夜間休日10%引き。

平日距離別割引（阪神高速、終了）
2007年10月1日から2008年1月3日まで、平日のオフピーク時間帯（0時-7時前、11時-16時前、19時-24時前）に実施された。
時間条件の判断や割引額の端数処理は、時間帯割引と同様。
3号神戸線（柳原出入口）と31号神戸山手線（神戸長田出入口）を乗り継ぐ場合には適用されない。
利用距離ごとの割引率は次のとおり。なお、特定料金区間は一律10%引き。
| 利用路線/利用距離 | 7km未満     | 7km以上15km未満 | 15km以上    |
| ----------------- | ----------- | --------------- | ----------- |
| 割引率            | 15%         | 10%             | 5%          |
| 阪神東線          | 700円→600円 | 700円→630円     | 700円→670円 |
| 阪神西線・南線    | 500円→420円 | 500円→450円     | 500円→470円 |
- ただし、二輪車のETCカード手渡しによる暫定割引措置（2007年11月30日まで）では、その料金所からの最遠距離による割引率となる、また、料金所の通過時刻で判断する。

土曜・休日距離別割引（阪神高速、終了）
阪神東線と阪神南線では2006年12月2日から、阪神西線では2007年6月24日から、いずれも2009年3月20日まで実施。
時間条件の判断や割引額の端数処理は、時間帯割引と同様。
3号神戸線（柳原出入口）と31号神戸山手線（神戸長田出入口）を乗り継ぐ場合には適用されない。
利用距離ごとの割引率は次のとおり。なお、特定料金区間は、阪神東線と阪神南線は一律20%引き、阪神西線は一律10%引き。
| 利用路線/利用距離    | 7km未満     | 7km以上15km未満 | 15km以上    |
| -------------------- | ----------- | --------------- | ----------- |
| 阪神東線・南線割引率 | 30%         | 20%             | 10%         |
| 阪神西線割引率       | 15%         | 10%             | 5%          |
| 阪神東線             | 700円→490円 | 700円→560円     | 700円→630円 |
| 阪神南線             | 500円→350円 | 500円→400円     | 500円→450円 |
| 阪神西線             | 500円→420円 | 500円→450円     | 500円→470円 |
- ただし、二輪車のETCカード手渡しによる暫定割引措置（2007年11月30日まで）では、その料金所からの最遠距離による割引率となる、また、料金所の通過時刻で判断する。

その後の対距離料金制への動き
2008年12月8日の政府・与党合意「道路特定財源の一般財源化等について」では、『生活対策』期間後に上限料金を抑えた段階的な対距離料金制を導入するとしていたが、政権交代後に料金圏を撤廃した新たな対距離料金制の導入が発表され、2012年1月1日から実施された（後述）。

## 特定区間における割引
ETC無線通信で料金所を通過し、時間帯に関係なく指定された区間を通行すればよいものを挙げる。

### NEXCO3社の特定区間割引

#### 特別区間割引
2009年5月13日から2014年3月31日まで実施。長大トンネルなど割高な料金となっている区間の料金（高速国道は距離単価のみ）を3割引。対象区間は、関越特別区間、恵那山特別区間、飛騨特別区間、伊勢湾岸道路、阪和自動車道の海南IC-有田IC間（旧海南湯浅道路区間）、広島岩国道路および関門特別区間。時間帯割引の重複適用はない。
- 料金算定経路が対象区間を経由する場合に適用される。割引対象区間を含む経路と含まない経路があって最短経路の2倍以内の経路を通行した場合、前者の本割引適用後料金と後者の通常料金を比較して最も安くなるものが適用される。

伊勢湾岸道路を除く6区間については、2011年8月1日から、普通区間と同等にまで引下げ、現金車も割引対象に加え、ETC車には時間帯割引の重複適用を行う新たな割引に移行した。
2014年4月1日からは、これら6区間においてはETC車限定の料金水準引き下げとして実施（当面10年間の予定）。通常料金がETC車と現金車とで異なることになった。現金車にとっては事実上、消費税率引き上げ分を超える値上げとなった。

#### 個別路線割引
アクアライン割引
圏央道全線利用割引→圏央道特別割引、圏央道連続利用割引
ETC2.0割引
外環道迂回利用割引
小田原厚木道路ETC短区間割引
第二京阪連続利用割引、第二京阪ネットワーク割引、近畿道乗継利用割引、第二京阪特定区間利用割引
南阪奈・阪和道3線連続利用割引、阪和道連続利用割引
西名阪道特定区間割引
東海環状自動車道連続利用割引（終了）

### 本四高速の特定区間割引
2014年3月までにすべて終了している。
ETC特別割引　《終了》
公団当時から2014年3月31日まで実施。割引要件はETC無線通行のみであり、5.5%引き。ただし、2012年4月14日から、休日の中型車・大型車・特大車は割引対象外になる。割引後料金の1円未満の端数は切り捨てる。時間帯割引の重複適用は原則としてない（時間帯割引を優先適用。ただし、神戸淡路鳴門道の淡路島内区間のみに時間帯割引が適用される場合で、かつ、本割引の条件も満たす場合、淡路島内を除く分については本割引を適用する。）。
- 障害者割引は重複適用された（適用順は、障害者割引→ETC特別割引）。
- 当初ETCコーポレートカードでの利用は割引対象外で、2006年4月1日から適用されるようになった。

西瀬戸自動車道連続利用割引　《終了》
2009年3月20日から2014年3月31日まで実施。西瀬戸自動車道は途中に無料供用区間（生口島道路・大島道路）が存在しているため、ターミナルチャージの重複課金相当分を割引する。この区間を通過するごとに、中型車100円引き、大型車150円引き、特大車250円引き。時間帯割引の重複適用はしない。ETC特別割引は本割引適用後料金に対して重複適用する。
与島PA Uターン割引　《終了》
瀬戸中央自動車道の与島PAでUターンする軽自動車等・普通車を50%引きとする期間限定企画割引。2014年3月31日限りで終了。
2005年10月1日-同年11月30日に初めて実施され、当初は現金車にも適用されたが、2008年4月1日から実施のものはETC無線通行限定になった。2008年9月20日から実施のものは、瀬戸中央道を利用した分すべてが割引となる代わりに（それまでは、往路・復路で重複する区間の分のみ割引）、ETC特別割引の重複適用がなくなった。時間帯割引の重複適用はなく、休日終日割引の上限1,000円が適用される場合は往復で1,000円になった。

### 都市高速道路の特定区間割引
北九州高速道路で過去に以下の割引が実施されていた。

#### 1（ワン）区間割引（北九州高速、終了）
通常料金500円（普通車）のところ、都市高速道路に入ってから最初の出口で降りた場合の料金を100円-300円に割り引いていた。時間帯割引の重複適用あり。
- 第1弾（2010年4月16日-2010年8月31日）[46]
  - 2010年4月16日-2010年4月30日 : 普通車100円、大型車200円
  - 2010年5月1日-2010年6月30日 : 普通車200円、大型車400円
  - 2010年7月1日-2010年8月31日 : 普通車300円、大型車600円

- 第2弾（2010年12月1日-2011年11月30日）[47]
  - 2010年11月30日-2011年5月31日 : 普通車100円、大型車200円
  - 2011年6月1日-2011年11月30日 : 普通車200円、大型車400円

#### チョイ乗り割引（北九州高速、終了）
若戸トンネルの開始に合わせて特定の出入口相互間の料金を割り引く。2012年9月1日から2013年3月31日まで実施。
- 通行料金
  - 平日7時-22時 : 普通車200円、大型車400円
  - 土曜7時-22時 : 普通車190円、大型車380円
  - 平日及び土曜22時-7時・日曜・祭日 : 普通車180円、大型車360円

## 頻度型割引
一定期間内の利用頻度や利用額により割引率が変動するものや、一定額のETCカード支払いに対してプレミアムが付くものを挙げる。

### ETCマイレージサービス（マイレージ割引）
ETCクレジットカード・ETCパーソナルカードで後払いした額に応じてポイントを付与し、規定のポイントの累算数によって無料通行分に還元（手続きを経て、次回以降の通行料金に充当）するもの。ETCコーポレートカードでは利用できない。
2005年4月1日にサービスが開始されるも、利用率が芳しくなく、民主党政権での料金施策では全日上限料金制に伴い廃止される方針であった。しかし、NEXCO・本四高速においては導入されないことになったため一転、存続することが確定した。一方、全日上限料金制が導入される 阪神高速（京都線を除く）のポイント付与は、2012年3月走行分で終了した（還元額の利用および京都線でのポイント付与は2012年4月以降も継続。）。
利用するには、事前に郵送またはウェブサイト（下記外部リンク）で申し込みをし、ETCカードを登録（以下、マイレージ登録という）しなければならない。登録したカードごとにID（マイレージID）が発行されるが、同じIDに紐つける登録カードは後から変更することもできる。カード会社が変わった、紛失して再発行したためカード番号がかわった、有効期限の更新で新しいカードが届いた等の場合は注意が必要で、登録のカード番号が変わってしまうとポイントが付かなくなるので必ずカード変更の手続きが必要。書面かWEBより変更できる。なお、カード名義は同一名義である必要あり。
- 申し込みにあたっては車載器管理番号も必要である。セットアップが正しくされている車載器が必要である。既にこのサービスに登録されている車載器管理番号は、家族（同一住所）で登録する場合などを除き、原則として使えない。法人カードと個人カードを同じ車載器で登録することは原則できない。
- なお、ETC車載器の利用開始が遅れた二輪車に対し、車載器なしでマイレージサービスを利用できる二輪車向けの特例があったが、2007年11月末をもって終了した。

システムはNEXCO3社と本四高速・阪神高速の5社によって共同運営されているが、地方道路公社もサービスに参加しており、ポイントの付与は次表の道路事業者の各路線で行っている（2015年4月現在）。事業者によってポイント付与率・交換レートは異なる。NEXCO（高速国道）と本四高速においては、ハイウェイカードの割引率（最大13.8%）を踏襲していたが、2014年4月から最大割引率を9.1%に縮小し、ポイント付与率と交換レートが変更された。首都高速道路は対象外。
一部の事業者では、1回の利用ごとに付与する基本ポイントのほか、月間（暦月1日-末日）の利用額が一定を超えた場合に加算ポイントを付与している。
| 事業者                                                         | 道路                                                                         | 基本ポイント付与率 （1回の利用毎） | 加算 ポイント | 還元単位と 交換できる無料通行分                                    |
| -------------------------------------------------------------- | ---------------------------------------------------------------------------- | ---------------------------------- | ------------- | ------------------------------------------------------------------ |
| 東日本高速道路（株） 中日本高速道路（株） 西日本高速道路（株） | 高速国道全線                                                                 | 10円→1ポイント                     | なし          | 1000ポイント→500円分 3000ポイント→2,500円分 5000ポイント→5,000円分 |
| 東日本高速道路（株） 中日本高速道路（株） 西日本高速道路（株） | 一般有料道路 （関門トンネルを除く）                                          | 10円→1ポイント                     | なし          | 1000ポイント→500円分 3000ポイント→2,500円分 5000ポイント→5,000円分 |
| 宮城県道路公社                                                 | 仙台松島道路                                                                 | 10円→1ポイント                     | なし          | 1000ポイント→500円分 3000ポイント→2,500円分 5000ポイント→5,000円分 |
| 本州四国連絡高速道路（株）                                     | 全線                                                                         | 10円→1ポイント                     | なし          | 1000ポイント→500円分 3000ポイント→2,500円分 5000ポイント→5,000円分 |
| 阪神高速道路（株）                                             | 阪神高速8号京都線                                                            | 100円→3ポイント                    | あり          | 100ポイント→100円分                                                |
| 名古屋高速道路公社                                             | 名古屋高速道路全線                                                           | 100円→1ポイント                    | あり          | 100ポイント→100円分                                                |
| 愛知県道路公社                                                 | 知多半島道路 南知多道路 知多横断道路 中部国際空港連絡道路 猿投グリーンロード | 100円→1ポイント                    | あり          | 100ポイント→100円分                                                |
| 福岡北九州高速道路公社                                         | 福岡高速道路全線                                                             | 100円→1ポイント                    | あり          | 100ポイント→100円分                                                |
| 福岡北九州高速道路公社                                         | 北九州高速道路全線                                                           | 100円→1ポイント                    | あり          | 100ポイント→100円分                                                |
| 広島高速道路公社                                               | 広島高速道路                                                                 | 100円→1ポイント                    | あり          | 100ポイント→100円分                                                |
| 神戸市道路公社                                                 | 六甲有料道路 六甲北有料道路 山麓バイパス                                     | 50円→3ポイント                     | あり          | 200ポイント→100円分                                                |

- キャンペーンなどにより、上表とは別にポイント付与を行う場合がある。（キャンペーンの一覧：実施中　過去）
- 時間帯割引や特定区間の割引が適用される場合は、それらの割引を適用した後の後払い額に対してポイントが付く。
- 基本ポイントは利用1回ごとに計算され、付与単位未満の端数にはポイントが付かない。また、1回の利用における後払い額が付与単位未満である（基本ポイントが付かない）場合、その額は加算ポイント計算における月間利用額に算入されない。
- 加算ポイントの対象になる月間利用額は、阪神高速道路と神戸市道路公社が10,000円を超える部分。名古屋高速道路公社、愛知県道路公社、福岡北九州高速道路公社および広島高速道路公社は5,000円を超える部分。
- 加算ポイントの計算において、福岡高速道路利用分と北九州高速道路利用分はそれぞれ別に計算する。

ポイント付与対象になるのは、原則として登録カードを使用して料金所を無線通行した場合であるが、料金所の一般レーンで登録カードを使用して精算する場合も対象になる。登録カードであれば、登録車載器以外の利用でも対象になる。
ポイントが付くのは、有料道路を通行した翌月の20日である。ポイントはカード（マイレージID）ごとに管理され、複数のカードのポイントをまとめることはできない。また、利用した道路事業者ごとに蓄積される。原則として他の道路事業者のポイントとは合算できないが、NEXCO3社および宮城県道路公社は例外的に一つの事業者として扱い、これら4社間をまたいだ利用でもポイントは合算される。ポイントには有効期限があり、そのポイントが付いた年度（4月から翌年3月）の翌年度末である。還元額（無料通行分）に交換することなく有効期限を過ぎたポイントは失効する。例えば、2010年3月に有料道路を通行した分に対するポイントは、2010年4月20日に付与され、2012年3月31日が有効期限となる。
ポイントのままでは通行料金の支払いに充当できない。Webサイトまたは電話で還元額へ交換する手続きを行う必要がある。なお、別に定めるポイント数に達した場合に自動で還元額へ交換する「ポイント自動還元サービス」もある。
還元額は、他の道路事業者のポイントから交換した還元額と合算され、マイレージサービス加入事業者共通で利用できる。ポイントは付かないが還元額だけは利用可能な道路が一部に存在する（例:日光宇都宮道路、名古屋瀬戸道路等）。還元額に有効期限はない。ただし、登録取消になった場合は失効する。ポイントや還元額の増減が730日間なかった場合、登録取消の予告通知が発送され、その後さらに90日間ポイントや還元額の増減がないと、登録取消になることがある。当然だが、還元額で支払った分にポイントは付かない。
- 料金所路側表示器や利用証明書に、還元額引き去りの有無は表示されない[54]。ETC利用照会サービスでは、登録型のサービス においてのみ、走行の翌日夜に反映される[55]。

「ハイカ・前払」残高管理サービス（後述）との同時申し込みが可能であるが、「ハイカ・前払」残高管理サービスから支払った分にはポイントが付かない。阪神高速の回数券付替サービスもまた同じ。マイレージサービスの還元額と「ハイカ・前払」残高管理サービスの残高の両方がある場合は、マイレージサービスの還元額が優先して使用される。
首都高速道路は都市高速道路では唯一、マイレージサービスに加入していない。したがって、首都高速でマイレージポイントは付与されず、還元額も利用できない。代わって後述の「お得意様割」があったが、対距離料金導入で廃止された。
- 外部リンク： ETCマイレージサービス

### 平日朝夕割引（NEXCO3社）
2014年4月1日開始。通勤割引の後継となる割引だが、通行料金を直接割り引くものではなく、ETCマイレージサービスのシステムを使用した事後還元方式であるため、マイレージ登録が必須である。
マイレージ登録したETCカードを使用して対象時間帯に料金所を通過した利用（対象区間をまったく含んでいないものは除く）を暦月1ヶ月間ごとに数え、その利用回数が一定以上であればETCマイレージサービスの還元額が付与される（ポイントではない）。期間限定で宮城県道路公社の仙台松島道路でも実施し、回数はNEXCOと合算される。
- マイレージ登録できるETCカードはETCクレジットカードとETCパーソナルカードに限られるため、ETCコーポレートカードでは適用されない。2014年7月1日にETCコーポレートカード用の平日朝夕割引が開始されたが、別制度となる（#平日朝夕割引（ETCコーポレートカード）を参照）。

対象時間帯
平日の6時-9時および17-20時（休日は対象外）
- 時刻判定を行う方法は、時間帯割引に準じる。ただし、時間帯をまたぐ利用は対象外となる。

対象道路
下記を除くNEXCOの高速国道および一般有料道路、宮城県道路公社の仙台松島道路
- 首都圏・京阪神圏の大都市近郊区間（ただし、新湘南バイパスは茅ヶ崎海岸IC - 茅ヶ崎JCT間と圏央道を連続走行する場合に限り割引対象になる）、横浜新道、京葉道路、第三京浜道路、第二神明道路、南阪奈道路、東京湾アクアライン、関門トンネル

対象車種
全車種
上記を満たしていても次の割引の要件を満たす利用は、これらの割引を優先適用し、平日朝夕割引の対象利用には数えられない。
- 時間帯割引（深夜割引、休日割引[注釈 14]）
- 障害者割引
- アクアライン割引

対象区間を含んでいれば、利用区間が同一でなくてもかまわない。
1つの時間帯につき最初の1回のみという回数制限がある（1つの登録カードあたりの制限）。ただし、対距離料金区間と均一料金区間の連続利用などの特定区間を乗り継ぐ場合、一連の利用をすべて対象として併せて1回とみなす。
還元額は、暦月1ヶ月間における対象利用の回数に応じて、下記の額となる。
- 10回以上の場合 ： 通常料金と【地方部100km分の50%を割り引いた料金】の差額
- 5回以上9回以下の場合 ： 通常料金と【地方部100km分の30%を割り引いた料金】の差額
- 4回以下の場合 ： 還元額なし（事実上適用なし）

還元額の算出は1支払い単位ごとに行う。規定の回数を超えた分のみではなく、例えば、月間利用回数が11回なら、1回目から11回目までのすべての利用について、「10回以上の場合」の右に記した額となる。【　】で括ったものは、四捨五入により10円単位に端数処理する（高速国道と一般有料道路各道路が混在する場合は、それぞれ別に端数処理する）。
- 圏央道特別割引が適用される利用の場合、さらに圏央道特別割引による割引額を差し引いた額となる[56]。ETC2.0割引が適用される利用の場合でも同様[57]。

平日朝夕割引による還元額は、特典として走行の翌月20日に1ヶ月分まとめて付与され、マイレージポイントからの交換によるものと合算される。通行料金の支払いに還元額がすべて充当された利用であっても平日朝夕割引対象利用の回数に数えられるが、マイレージポイントは付与されない。

### 平日朝夕割引（本四高速）
基本的な流れはNEXCO3社に準じるが、NEXCO3社とは回数の合算を行わない。以下、NEXCO3社との相違点を記す。
対象時間帯
山陽自動車道・高松自動車道から神戸淡路鳴門自動車道・瀬戸中央自動車道へ流入する場合は、NEXCOとの境に入口料金所がないため、出口料金所の通過時刻のみで判断する。この場合、対象時間帯は本来より1時間延長されて平日6時-10時および17時-21時となる。
対象車種
軽自動車等または普通車
対象道路
本州四国連絡道路全線
回数制限
1つの対象時間帯に要件を満たす複数の利用がある場合、すべてを対象として併せて1回とみなす。
還元額の算出
【　】で括ったものは、四捨五入により10円単位に端数処理する。
- 10回以上の場合 ： ETC通常料金から【現金車通常料金の50%相当額】を差し引いた額（0円未満となるときは0円とする。なお、この利用も回数には数えられる。）
- 5回以上9回以下の場合 ：【10回以上の場合の額の60%相当額】。
- 4回以下の場合 ： 還元額なし（事実上適用なし）。

### 大口・多頻度割引（NEXCO3社）
法人向けの別納割引制度に代わって、2005年4月に開始された。NEXCO3社が発行するETCコーポレートカードの利用者のみに適用される。ETCコーポレートカード利用の条件についてはETCカードの項を参照。
車両1台ごとの月間利用額を基に割引額を計算する「車両単位割引」と、契約者全体での月間利用額を基に割引額を計算する「契約単位割引」の2つの割引の組み合わせとなっており、両者の割引額の合計が利用額から割り引いて請求される。
割引対象道路は、高速国道全線と京葉道路・東京湾アクアライン。2016年4月からは、ETC2.0車に限り、圏央道と新湘南バイパスも対象になる。なお、高速国道と一般有料道路で別々に割引の計算を行う。
車両単位割引
1台ごとの月間利用額に対し、5千円を超え1万円以下の部分は10%引き、1万円を超え3万円以下の部分は20%引き、3万円を超える部分は30%引き。ただし、ETC2.0搭載車については、5千円を超え1万円以下の部分は20%引き、1万円を超え3万円以下の部分は30%引き、3万円を超える部分は40%引き。割引額の1円未満の端数は切り捨てる。
- 上記ETC2.0搭載車の割引率は、経済対策による激変緩和措置および経過措置として、2016年12月まで従来型ETCでも適用されていた。
- 2014年3月までは、5千円を超え1万円以下の部分は10%引き、1万円を超え3万円以下の部分は15%引き、3万円を超える部分は20%引きであった。

契約単位割引
契約者の月間利用額合計が500万円以上、かつ、1台あたり平均3万円以上の場合に、利用額合計から10%引き（一般有料道路は5%引き）。割引額の1円未満は切り捨てる。
- 2009年4月から2014年3月までは、利便増進事業による割引として、高速国道のみ、契約者の月間利用額合計が450万円以上、かつ、1台あたり平均2万7千円以上の場合に、利用額合計から5%引きとする内容が追加されていた（上記10%引きの重複適用はなし）。

NEXCO3社の「大口・多頻度割引」のほか、他の道路事業者でもETCコーポレートカード利用者への割引を行っている。
- 外部リンク
  - NEXCO中日本：大口・多頻度割引制度について
  - JB本四高速：大口・多頻度割引
  - 首都高速：大口・多頻度割引
  - 阪神高速：阪神高速事業者向け割引（大口・多頻度割引）
  - 名古屋高速：名高速ETCコーポレートカード割引
  - 愛知県道路公社：ETCコーポレートカード割引
  - 福岡北九州高速：ETCコーポレートカード割引
  - 広島高速：ETCコーポレート割引
  - 神戸市道路公社：ETCコーポレートカード割引

### 平日朝夕割引（ETCコーポレートカード）
2014年7月1日開始。NEXCOと宮城県道路公社のみで実施（本四高速では実施しない）。対象時間・対象道路の要件や回数の数え方・回数制限は、ETCクレジットカード・ETCパーソナルカード用の平日朝夕割引に準じる。対象として数えられた利用の料金は、1ヵ月間の対象利用の回数に応じて下記の料金に割引されて請求される（高速国道と一般有料道路各道路の別に、四捨五入による10円単位の端数処理を行う）。
- 10回以上の場合 ： 地方部100km分の50%を割り引いた料金
- 5回以上9回以下の場合 ： 地方部100km分の30%を割り引いた料金
- 4回以下の場合 ： 無割引（事実上適用なし）

大口・多頻度割引は重複適用しない。対象として数えられた利用の地方部100km分に係る料金は、月間利用回数が4回以下となって事実上本割引が適用されない場合を含め、大口・多頻度割引の対象外となる。

### 過去の割引

#### お得意様割（首都高速）
ETCクレジットカードまたはETCパーソナルカードを対象にした頻度割引。前ヶ月の首都高速の利用額（後納料金）合計に応じて決定された割引率を、当月の首都高速の通行料金に適用する。対距離料金制移行に伴い、2011年12月31日限りで終了した。
前々月の利用額と割引率（割引クラス）は次のとおり。
- 5,000円未満 : 0%
- 5,000円以上10,000円未満 : 1%（ブロンズ）
- 10,000円以上30,000円未満 : 2%（シルバー）
- 30,000円以上50,000円未満 : 4%（ゴールド）
- 50,000円以上70,000円未満 : 6%（プラチナ）
- 70,000円以上 : 8%（ダイヤ）

決定された割引率を、当月における利用1回ごとの通行料金に乗じて割引額を算出する。割引額の1円未満の端数は切り捨てる。割引率を決める利用額合計には、回数券ETC付替サービス利用分は含まれない。
回数券ETC付替サービスおよび「ハイカ・前払」残高管理サービスを除く、他の全ての割引と重複適用される。

#### 「ハイカ・前払」残高管理サービス
ETC前払割引サービスが、2005年12月20日をもって前払金の支払（積み増し）の受付を終了し、既に支払済みの前払割引残高と、利用が停止されたハイウェイカードの残数をETCで利用可能とする、「付け替え」手続きにて生じた残高を管理するサービス「ハイカ・前払」残高管理サービスと変更した。ETC前払割引サービスは、利用前に前払金を支払うことで利用可能金額がチャージされ、利用した通行料金は利用可能金額の残高から差し引かれる、ハイウェイカードに類似した制度であった。（ハイウェイカードとは、「現金で前払金を支払えない」「残高を超過した場合は通常と同じくクレジットカードから支払われる」など異なっている点があった。）
- 前払金10,000円 = 利用可能金額10,500円分（10,000円ハイウェイカードと同じ）
- 前払金50,000円 = 利用可能金額58,000円分（以前の50,000円ハイウェイカードと同じ）

時間帯割引や特定区間割引の重複適用が可能。なお、複数の料金支払いサービスが存在するETCでは、その支払い優先順位が定められている。「ハイカ・前払」残高管理サービスの残高が支払いに当てられる順位は、回数券付替サービス（首都高速・阪神高速）、ETCマイレージサービスの還元額についで第3位であり、前者のいずれかに残高がある場合はそちらから消費される。また、「ハイカ・前払」残高管理サービスの残高より支払われた通行料金には、前述のマイレージサービスにおいてポイントが付与されない。
2005年12月21日以降の新規登録受付はハイウェイカード残数の付け替えによるもののみとなっていたが、これも2013年1月27日を以って終了した。ハイウェイカード利用停止から満10年にあたる2016年3月31日を以ってサービス終了。
- 外部リンク： 「ハイカ・前払」残高管理サービス

## 特定の車両に対する割引
2018年4月現在、バス、障害者が利用する車両を対象にしたものしか存在しない。後述のようにエコカーを対象とした割引の導入案もあったが、実施に至らなかった。
路線バス割引（NEXCO3社）
事前登録したETCコーポレートカードを使用して高速国道を通行する高速路線バスで、運行区間中の高速国道上にある停留所のうち75%以上に停車するものについて、30%引き。時間帯割引や大口・多頻度割引の重複適用あり（適用順は、時間帯割引→路線バス割引→大口・多頻度割引）。
- NEXCO以外の道路事業者でも路線バスを対象にした割引を実施している（事業者によっては他のETC割引の重複適用がないことがある）。

休日バス割引（NEXCO3社・本四高速）　《終了》
『生活対策』期間の観光振興を図る施策として2009年7月4日から実施。 事前登録のうえ、ETCコーポレートカードを利用して休日に通行するバス（主に観光バス・高速バス）が30%引き。時間帯割引および大口・多頻度割引の重複適用はあるが、路線バス割引の重複適用はない。
登録はバス事業者ごとに行う。事業者は申請にあたって「利用者への割引還元内容」を明示しなければならない（内容はNEXCO3社・本四高速のホームページで公開された）。
『当面の新たな割引』でも継続される予定だったが、休日特別割引・休日終日割引の上限1,000円廃止にあわせ、2011年6月19日限りで終了した。
なお、2015年5月から、電気自動車等の充電インフラ整備促進の一環として、事前に登録がなされた電気自動車とプラグインハイブリッド自動車の高速道路利用実態を調査し、その通行料金に対して補助を行う事業が行われている。所管する省庁は経済産業省で、通行料金を割り引くものではなく、調査終了後に調査への協力費として支給するものであるが（2016年2月終了予定、支給対象となる通行は2015年12月まで）、ETC無線通行に限定している。
障害者割引
障害者もしくは障害者を乗せた第三者が運転する車両に適用。割引率は50%以下。ただし、事前に当該障害者が居住する市区町村の福祉担当窓口で登録した車載器とETCカードを利用する必要がある。
二輪自動車の割引（2022年4月から11月の予定）
国土交通省は二輪自動車（オートバイ）の高速道路料金を普通車の半額にする割引を2022年4月から実施する方針を固めた。同年11月までの土日・祝日に、ETC搭載車で100キロ以上の距離を走行した場合を対象とする。NEXCO各社が季節限定で実施してきたETC割引「ツーリングプラン」の一環として、事前にインターネットで利用日や氏名などを申告して申し込む形式を想定し、対象区間はNEXCO管内の予定である。

## 乗り放題型の割引
事前申し込みのうえで、一定の期間中において一定区間内の高速道路を何回乗り降りしても定額料金となる割引商品。乗り放題エリアまでの往復が含まれているものもある。鉄道の特別企画乗車券と同様に企画割引として実施しており、利用条件や発売額は商品によって異なるが、おおむね以下のような制限がある。
- 申し込みはインターネット利用に限定している。
- 料金車種区分が「軽自動車等」[注釈 2]または「普通車」に該当する自動車のみ利用できる。
- ETCクレジットカードまたはETCパーソナルカードでのみ利用でき、ETCコーポレートカードでは利用できない。
- この割引を使わずに利用した場合の料金のほうが安くなっても、払いもどしはない。

商品・プランによっては、車両1台またはカード1枚についての申込回数や1日にその割引を使える台数に制限を課していることがある。
フェリーあるいは旅行会社と提携した商品や、訪日外国人用の商品も発売されている。
- 外部リンク： お得なETC割引プラン . ETC総合情報ポータルサイト

## 民主党政権下での割引案
『生活対策』による割引開始から約5ヵ月後に執行された第45回衆議院議員総選挙において、高速道路無料化をマニフェストに掲げる民主党が勝利し、高速道路料金政策は大きな注目を集めることになった。以下、肩書きは当時のもの。

### 高速道路の再検証結果と新たな料金割引（2010年4月発表、廃案）
2010年4月9日、国土交通省から新たな料金割引案が発表され、無料化社会実験と合わせて同年6月から試行的に導入するとされた（NEXCO・本四高速）。首都高速と阪神高速（京都線を除く。以下同じ。）については、料金圏を撤廃し上限料金を抑えた新たな対距離料金制案が示され、地方議会での議決を前提にその審議期間を踏まえ、同年末-翌年始め頃を目途に導入するとされた。
前原誠司国土交通大臣は従来の割引を「私も全て把握ができないほど割引内容が複雑である」「持続可能でない」 と批判し、ETCの有無を問わず適用する上限料金制を軸に徹底した簡素化を図るとした。しかし、上限料金に至らない短距離は無割引であり、上限料金の恩恵を受ける利用者の割合が20-30%と試算されたことから、「実質値上げ」「無料化に逆行する」と与党内からも強い反発を受けた。
実質値上げとなる原因には、利便増進事業の使途を拡大し道路整備にも活用しようとしたことがある。このためには道路整備事業に係る国の財政上の特別措置に関する法律（道路財特法）を改正する必要があるが、審議にすら入れず、5月18日、新たな料金割引の導入を見送ることが発表された。なお、無料化社会実験については、6月28日に開始された。

### 高速道路の当面の新たな料金割引（2011年2月発表）
2011年2月16日、同年4月から実施予定とする料金割引案が国土交通省から発表され、2月25日には高速道路機構と高速道路会社によるパブリックコメントが開始された（3月4日締切）。
この案では、NEXCO3社・本四高速において実施中の各種ETC割引をすべて継続したうえで、ETCの有無を問わず普通車以下に毎日上限料金（軽自動車等 1,000円、普通車2,000円）を設けるとされた（NEXCO：地方部上限割引、本四：上限割引）。ただし、上限料金制の導入による影響を踏まえてマイレージサービスは2012年度を目途に見直すこととされた。本四高速では、全国一律料金を求める沿線自治体の意見を反映し、ETC普通車においてNEXCO地方部区間との合計の上限を2,500円とする乗継割引を設定。また、フェリー業界への配慮として、本州-四国間のフェリーを利用する場合にNEXCOの上限料金をつなぐ乗継特例を導入する。
新たな財源手当てを行うことはせずに自公政権時の利便増進計画を変更するものであるが、『生活対策』以上の大幅割引となるため、NEXCOでの割引の実施期間は当面3年間とされた。本四高速では、沿線自治体の出資問題で調整が難航したこともあり、当面1年間とされた。

#### 平成23年度第一次補正予算に伴う利便増進計画の見直し
しかし、3月11日に東日本大震災が発生。3月23日、現状を変えることによる大きな混乱を避けるためとして、新たな割引の導入は延期し、実施中の割引は当面継続する旨が国土交通省から発表された。
4月22日、大畠章宏国土交通大臣は、東日本大震災復旧工事費が中心となる平成23年度第一次補正予算の財源として、上限料金制の取りやめにより2500億円を捻出する旨を明らかにした。5月2日には、東日本大震災に対処するために必要な財源の確保を図るための特別措置に関する法律が成立、即日施行され、高速道路機構が国庫へ2500億円を納付することが義務付けられた。
5月20日、機構と4会社（NEXCO・本四）から利便増進計画の変更案が発表され、26日までパブリックコメントが行われた後、6月8日にその結果が発表された。これにより、地方部上限割引・上限割引は導入されず、休日特別割引・休日終日割引の上限1,000円および休日バス割引は2011年6月20日0時に廃止される（6月19日が最後の対象日になる）ことが正式決定された。同時に無料化社会実験も凍結された。

#### 導入されないことになったETC割引
地方部上限割引の乗継特例
休日特別割引の乗継特例と同様に、指定料金所間を指定時間以内に乗り継いだ場合に限り、複数支払い単位の上限料金を合算するもの。本州-四国間のフェリー利用となるところについては、2011年夏から普通車の上限を1,000円とする。
休日特別割引の乗継特例追加
本州-四国間のフェリー利用や名古屋高速を挟む一部区間に追加設定。
乗継割引
NEXCOと本四高速を連続利用する普通車について、本四高速の料金を引き下げることにより、NEXCO地方部と本四高速の合算後の上限料金を2,500円とする。
エコカー割引
エコカー減税で「免税」の対象になっている普通車に、軽自動車等の料金を適用する。事前登録制で、2011年夏を目途に導入予定とされていた。2010年の案にも同様の割引があったが、こちらはETC車に限らない一方、燃費の条件（10・15モード20km/L以上）があった。

#### 首都高速・阪神高速の対距離料金制導入
首都高速道路と阪神高速道路については、前年の料金圏なし対距離料金制案に地方からの意見を踏まえた新たなETC割引が盛り込まれ、地方議会での審議期間を考慮して 2012年から実施とした。新たなETC割引については当面2013年度までの実施とされた。
首都高速は、2011年10月21日までにすべての関係自治体議会の議決が得られ、24日に事業許可変更申請がなされた後、11月2日に変更許可が下りて2012年1月1日の対距離料金制移行が正式決定された。
阪神高速も、2011年11月7日までにすべての議決が得られ、9日に事業許可の変更許可が下りて2012年1月1日の対距離料金制移行が正式決定された。
この対距離料金制移行にあたり、全線で行っていたETC時間帯割引は廃止され、旧料金圏内々利用に対する激変緩和やNEXCOとの乗継などに対する特定区間の割引が主となった。頻度型割引では、首都高速のお得意様割が廃止され阪神高速のマイレージポイント付与も取りやめ（2012年4月走行分から）になる一方、両社とも大口・多頻度割引が拡充されており、一般利用者より物流業界が優遇される格好となっている。

### 2012年4月からの本四高速の割引
本四高速については、国と地方の協議の結果、2014年度の全国共通料金水準導入の方針が2012年3月までに決定された。2012-2013年度の2年間は、2012年3月時点の時間帯割引等を継続することを基本としつつ、休日の普通車以下についてはその方向性を明確にする観点から一定の割引を導入する（距離単価引下げ）。一方で、休日の中型車以上のETC特別割引は廃止された。

### 政権交代後
2012年12月16日に執行された第46回衆議院議員総選挙で民主党は大敗、自民党・公明党が与党に返り咲いたが、民主党政権時に変更された利便増進事業の割引計画は再変更されず、2014年3月末を期限とされたNEXCO3社・本四高速の時間帯割引は延長されることなく終了した。同時に、会社負担で実施の割引についても大きく見直された。また、本四高速への全国共通料金水準導入は、全国路線網へ編入することで、当面10年間ETC車限定で実施されることになった。なお、これは正式には割引ではないが、ETC料金が適用される場合は料金所路側表示器に「割引」の表示が出る。
2013年度末が期限だった首都高速・阪神高速の割引は、首都高速は2015年度まで、阪神高速は2016年度までにそれぞれ延長された。

## テレビ番組
- 日経スペシャル ガイアの夜明け 1000円高速 光と影 ～検証 値下げの経済効果～（2009年9月8日、テレビ東京）[83]。- 値下げの経済効果を検証。